# Oenina
Oenina – organiczny związek chemiczny z grupy antocyjanów, będących barwnikami roślinnymi. Oenina jest 3-O-glukozydem malwidyny. Oenina jest głównym barwnikiem w owocach Vitis vinifera i odpowiada za czerwony kolor młodych czerwonych win otrzymywanych z tych winogron.